# Odontopera semifasciata
Odontopera semifasciata är en fjärilsart som beskrevs av Edward Alfred Cockayne 1948. Odontopera semifasciata ingår i släktet Odontopera och familjen mätare. Inga underarter finns listade i Catalogue of Life.